# Диабетическая полинейропатия
Диабетическая полинейропатия. Развивается у лиц, страдающих сахарным диабетом. Полинейропатия может быть первым проявлением сахарного диабета или возникает через много лет после начала заболевания. Синдром полинейропатии встречается почти у половины больных сахарным диабетом.

## Патогенез
Наиболее существенными механизмами развития нейропатии являются ишемия и метаболические нарушения в нерве вследствие гипергликемии.

## Симптоматика
Выделяют несколько клинических вариантов полинейропатии. Ранним проявлением полинейропатии нередко может быть ослабление вибрационной чувствительности и ахилловых рефлексов. Эти явления могут существовать многие годы. Второй вариант проявляется острым и подострым поражением отдельных нервов: чаще бедренного, седалищного, локтевого или срединного, а также глазодвигательного, тройничного и отводящего. Пациенты жалуются на боли, нарушения чувствительности и парезы мышц, иннервируемых соответствующими нервами. Третьим вариантом является значительное поражение многих нервов конечностей с чувствительными нарушениями и парезами, преимущественно в ногах. Боли часто обостряются под давлением тела и в покое. Нередко нарушается вегетативная иннервация. Если процесс прогрессирует, боли нарастают, становятся невыносимыми, появляются участки кожи, окрашенные в фиолетовый и чёрный цвет, мумификация гангренизированной ткани. Часто в таких случаях возникают зуд, трофические язвы и явления остеоартропатии, сопровождающиеся деформацией стоп.
Течение диабетической полинейропатии обычно имеет прогрессирующий характер. Иногда ей сопутствуют признаки так называемой висцеральной нейропатии, нарушающей иннервацию внутренних органов. Особенно часто при этом развиваются ортостатическая гипотония, нейрогенный мочевой пузырь, импотенция.
Тяжёлым осложнением является (чаще у больных старше 50 лет) поражение нервов, передающих импульсы к мышцам глазного яблока (III, IV и VI), что приводит к косоглазию, анизокории, нарушению зрачковых рефлексов на свет, аккомодации и конвергенции.

## Прогноз
Прогноз условно неблагоприятный, заболевания является хроническим, медленно прогрессирующим. Развившиеся дегенеративные изменения не подлежат восстановлению. Медикаментозная терапия (например, Кокарнит) направлена на улучшение качества жизни и профилактику дальнейшего развития заболевания. В ходе развития заболевания трудоспособность стойко утрачивается.